# Син Людський (картина)
«Син Людський» (фр. Le fils de l'homme) — картина бельгійського художника-сюрреаліста Рене Магрітта, створена в 1964 році.

## Сюжет
У 1963 році його друг, радник і покровитель Гаррі Торчинер замовив автопортрет самого Маґрітта. Проте листи, написані Маґріттом, свідчать, що йому було важко намалювати власний портрет.
На картині зображений чоловік у фраці, у капелюсі-казанку, що стоїть біля стіни, за якою видно море і хмарне небо. Обличчя чоловіка майже цілком закрите зеленим яблуком з листям, що висить у повітрі. Своєю назвою картина натякає на яблуко як символ спокуси першої людини Адама, що й далі переслідує людину в сучасному світі. Назву підказала Ірен Скутенер, дружина бельгійського сюрреаліста Луї Скутенера.
Картина наповнена малопомітними суперечностями. Небо на фоні ранкове, але освітлення чоловіка таке, як удень. Постать стоїть напружено, притуливши руки до боків. Та при детальнішому розгляді виявляється, що нижній ґудзик піджака залишився розстібнутим. Лівий лікоть постаті вивернутий в інший бік. Ледь помітне ліве око чоловіка ніби визирає крізь листя яблука. Це спричиняє одночасні цікавість і розчарування, бо глядачі не можуть розгледіти обличчя.

## Цікаві факти
- Картина фігурує у фільмі «Афера Томаса Крауна» (1999).
- Образ картини з'являється в анімаційному серіалі «Сімпсони» (сезон 5, епізод 5).
- У фільмі «Персонаж» є посилання на картину.
- У кліпі «70 millions» гурту Hold Your Horses! є пародія на цю картину.
- Образ картини присутній у фільмі «500 днів літа» (2009).
- В Одесі на Art Wall є зображена збільшена копія цієї картини на стіні просто неба.
- Картина використана як референс у кліпі «Inainte Sa Ne Fi Nascut» румунського гурту The Motans.